# 何塞路易布斯塔曼特區
16°25′35″S 71°31′26″W / 16.42639°S 71.52389°W
何塞路易布斯塔曼特區（西班牙語：Distrito de José Luis Bustamante y Rivero），是秘魯的一個區，位於該國南部阿雷基帕大區的阿雷基帕省，面積10.83平方公里，海拔高度2,310米，2005年人口76,270，人口密度每平方公里7,000人。